# Sombras en tiempos perdidos
Las «Sombras en tiempos perdidos» (en ingles: Shadows in lost times) es una canción de Caifanes, publicada e incluida en su segundo álbum de estudio Caifanes Volumen II/El diablito, lanzado en 1990, como el track No. 5.
Aunque el tema no fue lanzado como sencillo, es uno de los más populares del álbum, pues maneja metáforas complejas y el conjunto de la interpretación de Saúl y la instrumentación crean un ambiente de melancolía propio de una ruptura amorosa.
El tema originalmente iba a dar título al álbum en el que está incluido. Si esto hubiera pasado, el disco llevaría por nombre Sombras en tiempos perdidos, pero no sucedió y terminó siendo conocido como El diablito.

## Música
El sonido característico de esta melodía es melancólico y oscuro, pues contiene tintes y riffs muy apegados con el tema que toca la letra: el desamor. La guitarra de Saúl es la que empieza el tema.
El teclado de Diego Herrera reafirma lo anterior, éste es el segundo instrumento que da inicio a la canción y además aún pueden distinguirse las notas "funerarias" y góticas que manejaba en el disco anterior Caifanes.
La batería de Alfonso André se muestra lenta y suave durante los coros de la canción, pero suena con mayor fuerza al término de estos, acompañando el clímax y el solo de guitarra que Alejandro Marcovich desarrolla.
El bajo de Sabo Romo desarrolla su trabajo a lo largo de la canción, con un sonido grave, profundo y gemelo de la guitarra.
Tras la interpretación vocal de la segunda repetición del estribillo por Saúl, sigue un puente musical, caracterizado al principio por el teclado de Herrera y por un solo de sintetizador, tras el cual le siguen la batería de André, la guitarra de Marcovich y el bajo de Sabo; este puente da paso al clímax y es el que finaliza la canción, la cual termina con la participación de todos los instrumentos.

## Ficha técnica

#### Caifanes
- Saúl Hernández - guitarra eléctrica y voz.
- Sabo Romo - bajo.
- Alejandro Marcovich - guitarra líder.
- Diego Herrera - teclado.
- Alfonso André - batería y percusiones.

#### Colaboradores
- Daniel Freiberg - solo de sintetizador.